# Anna Quayle
Anne Veronica Maria „Anna“ Quayle (* 6. Oktober 1932 in Birmingham, Warwickshire; † 16. August 2019 in London) war eine britische Schauspielerin mit Charakterrollen in Film, Fernsehen und Theater. Sie spielte in den 1960er und 1970er Jahren auch in mehreren namhaften Kinofilmen. Darunter in Yeah! Yeah! Yeah!, Casino Royale, Tschitti Tschitti Bäng Bäng oder Kein Koks für Sherlock Holmes.

## Leben und Karriere
Anna Quayle wurde 1932 in Birmingham in der Grafschaft Warwickshire in England als Tochter des Bühnenschauspielers Douglas Quayle geboren. Sie wuchs in einem katholischen Elternhaus auf, das stark durch ihre irische Mutter Kathleen Parke geprägt war. Durch ihre Eltern kam sie auch früh mit dem Theater in Kontakt. Zu Beginn der 1960er Jahre spielte die hochgewachsene Schauspielerin (fast 1,80 m groß) Rollen in der Birmingham Repertory Company in Stücken wie A Man For All Seasons. 1963 wurde sie mit den Tony Award in der Kategorie Beste Nebendarstellerin in einem Musical für ihre Rolle in dem Bühnenstück Stop the World – I Want to Get Off geehrt.
1964 spielte Anna Quayle dann in Richard Lesters Filmkomödie Yeah! Yeah! Yeah! über die Beatles ihre erste markante Charakterrolle in einer Kinoproduktion. Es folgten weitere Rollen in Komödien wie in Robert Hartford-Davis The Sandwich Man oder in Arrivederci, Baby! von Regisseur Ken Hughes. 1967 spielte sie als Frau Hoffner neben Schauspielkollegen Ronnie Corbett in der aufwendigen und mit Stars gespikten James-Bond-Persiflage Casino Royale. Der Regisseur Ken Hughes engagierte sie 1968 erneut in einer tragenden Rolle für seine Musical-Produktion Tschitti Tschitti Bäng Bäng, dort spielte sie den Part der Baronin. In den 1970er Jahren folgten nur noch wenige anspruchsvolle Produktionen für das Kino, darunter die Komödie Kein Koks für Sherlock Holmes von Regisseur Herbert Ross, wo man sie in der Rolle der Freda sah.
Parallel zu ihrer Karriere auf der Leinwand hatte sich Anna Quayle 1965 auch dem Fernsehen zugewandt. Dort hatte sie in über 30 Jahren von 1965 bis 1999 zahlreiche TV-Auftritte in populären britischen Serien. Sie spielte unter anderem in Episoden von Knock on Any Door (1965), Mit Schirm, Charme und Melone (1967), ITV Playhouse (1969), Grubstreet (1972), The Basil Brush Show (1977), Father Charlie (1982), Mapp & Lucia (1986) oder Adam’s Family Tree (1999). Komplexere TV-Rollen spielte sie 1981 als Nancy Tallboys in der Fernsehminiserie Wiedersehen in Brideshead unter der Regie von Charles Sturridge und Michael Lindsay-Hogg. Darüber hinaus sah man sie von 1990 bis 1994 in der Fernsehserie Grange Hill in 85 Episoden, wo sie den Charakter der Mrs. Monroe verkörperte.
Ab 1976 war Anna Quayle mit Donald Baker verheiratet.

## Auszeichnungen
- 1963: Tony Award in der Kategorie Beste Nebendarstellerin in einem Musical für ihre Rolle in Stop the World – I Want to Get Off

## Filmografie (Auswahl)

### Kino
- 1964: Yeah! Yeah! Yeah! (A Hard Day’s Night)
- 1966: The Sandwich Man
- 1966: Arrivederci, Baby! (Drop Dead Darling)
- 1967: Casino Royale
- 1967: Smashing Time
- 1968: Tschitti Tschitti Bäng Bäng (Chitty Chitty Bang Bang)
- 1971: Runter mit dem Keuschheitsgürtel (Up the Chastity Belt)
- 1974: Mistress Pamela
- 1975: Eskimo Nell
- 1975: Three for All
- 1976: Kein Koks für Sherlock Holmes (The Seven-Per-Cent Solution)
- 1977: Mein lieber Boß, Du bist 'ne Flasche (Adventures of a Private Eye)
- 1978: Benny, der Pechvogel (Adventures of a Plumber’s Mate)

### Fernsehen
- 1965: Knock on Any Door (Fernsehserie, 1 Episode)
- 1967: Mit Schirm, Charme und Melone (Fernsehserie, 1 Episode)
- 1969: Girls About Town (Fernsehserie, 1 Episode)
- 1969: ITV Playhouse (Fernsehserie, 1 Episode)
- 1972: Grubstreet (Fernsehserie, 1 Episode)
- 1975: Jackanory Playhouse (Fernsehserie, 1 Episode)
- 1976: The Georgian House (Fernsehserie, 1 Episode)
- 1977: What a Performance (Fernsehfilm)
- 1977: The Basil Brush Show (Fernsehserie, 1 Episode)
- 1978: The Light Princess (Fernsehfilm)
- 1979: S.O.S. Titanic (Fernsehfilm)
- 1979: The Life of Henry the Fifth (Fernsehfilm)
- 1981: Wiedersehen in Brideshead (Brideshead Revisited) (Fernsehminiserie)
- 1982: Father Charlie (Fernsehserie, 1 Episode)
- 1982: Never the Twain (Fernsehserie, 1 Episode)
- 1982: Objects of Affection (Fernsehserie, 1 Episode)
- 1986: Lytton’s Diary (Fernsehserie, 1 Episode)
- 1986: Mapp & Lucia (Fernsehserie, 1 Episode)
- 1987: Kin of the Castle (Fernsehfilm)
- 1990–1994: Grange Hill (Fernsehserie, 85 Episoden als Mrs. Monroe)
- 1999: Adam’s Family Tree (Fernsehserie, 1 Episode)

### Kurzfilm
- 1981: Towers of Babel